# Tweede Kamerverkiezingen in het kiesdistrict Hoogezand
Tweede Kamerverkiezingen in het kiesdistrict Hoogezand geeft een overzicht van verkiezingen voor de Nederlandse Tweede Kamer in het kiesdistrict Hoogezand in de periode 1897-1918.
Het kiesdistrict Hoogezand werd ingesteld in 1897. Tot het kiesdistrict behoorden de volgende gemeenten: Bedum, Haren, Hoogezand, Noorddijk, Slochteren en Ten Boer.
Legenda
- cursief: in de eerste verkiezingsronde geëindigd op de eerste of tweede plaats, en geplaatst voor de tweede ronde;
- vet: gekozen als lid van de Tweede Kamer.

## 15 juni 1897
De verkiezingen werden gehouden na ontbinding van de Tweede Kamer.
|                  | 15 juni | 25 juni |
| ---------------- | ------- | ------- |
| Kiesgerechtigden | 5.334   | 5.334   |
| Opkomst          | [ 3 ]   | [ 3 ]   |
| Geldige stemmen  | 3.606   | 4.355   |
| Blanco stemmen   | 83      | 41      |
| Kandidaten       |         |         |
| J.D. Veegens     | 1.705   | 2.800   |
| A. Wiersinga     | 1.380   | 1.594   |
| W.H. Vliegen     | 380     |         |
| D.R. Mansholt    | 224     |         |

## 14 juni 1901
De verkiezingen werden gehouden na ontbinding van de Tweede Kamer.
|                  | 14 juni | 27 juni |
| ---------------- | ------- | ------- |
| Kiesgerechtigden | 5.410   | 5.410   |
| Opkomst          | [ 3 ]   | [ 3 ]   |
| Geldige stemmen  | 3.604   | 3.849   |
| Blanco stemmen   | 94      | 33      |
| Kandidaten       |         |         |
| K. ter Laan      | 1.486   | 2.333   |
| J.W. Rudolph     | 1.102   | 1.516   |
| J.D. Veegens     | 1.016   |         |

## 16 juni 1905
De verkiezingen werden gehouden na ontbinding van de Tweede Kamer.
|                  | 16 juni | 28 juni |
| ---------------- | ------- | ------- |
| Kiesgerechtigden | 6.396   | 6.396   |
| Opkomst          | [ 3 ]   | [ 3 ]   |
| Geldige stemmen  | 5.478   | 5.038   |
| Blanco stemmen   | 56      | 41      |
| Kandidaten       |         |         |
| K. ter Laan      | 2.320   | 3.193   |
| H. de Wilde      | 1.612   | 1.845   |
| U.G. Schilthuis  | 1.546   |         |

## 11 juni 1909
De verkiezingen werden gehouden na ontbinding van de Tweede Kamer.
|                  | 11 juni | 23 juni |
| ---------------- | ------- | ------- |
| Kiesgerechtigden | 6.921   | 6.921   |
| Opkomst          | [ 3 ]   | [ 3 ]   |
| Geldige stemmen  | 5.440   | 5.440   |
| Blanco stemmen   | 73      | 53      |
| Kandidaten       |         |         |
| P. Rink          | 1.766   | 2.887   |
| K. ter Laan      | 2.091   | 2.553   |
| A. Zijlstra      | 1.583   |         |

## 17 juni 1913
De verkiezingen werden gehouden na ontbinding van de Tweede Kamer.
|                  | 17 juni | 25 juni |
| ---------------- | ------- | ------- |
| Kiesgerechtigden | 7.594   | 7.594   |
| Opkomst          | [ 3 ]   | [ 3 ]   |
| Geldige stemmen  | 6.344   | 5.167   |
| Blanco stemmen   | 90      | 61      |
| Kandidaten       |         |         |
| H. Spiekman      | 2.575   | 2.845   |
| P. Rink          | 2.124   | 2.322   |
| R. Koppe         | 1.645   |         |

## 4 augustus 1913
Hendrik Spiekman was bij de verkiezingen van 17 en 25 juni 1913 gekozen in drie kiesdistricten, Hoogezand, Rotterdam I en Rotterdam II. Hij opteerde voor Rotterdam II, als gevolg waarvan in Hoogezand een naverkiezing gehouden werd.
|                    | 4 augustus |
| ------------------ | ---------- |
| Kiesgerechtigden   | 7.594      |
| Opkomst            | [ 3 ]      |
| Geldige stemmen    | 5.008      |
| Blanco stemmen     | 26         |
| Kandidaten         |            |
| P. Rink            | 2.563      |
| T. van der Waerden | 2.445      |

## 15 juni 1917
De verkiezingen werden gehouden na ontbinding van de Tweede Kamer.
|                  | 15 juni |
| ---------------- | ------- |
| Kiesgerechtigden | 7.627   |
| Kandidaten       |         |
| P. Rink          |         |

De zeven in de vorige Tweede Kamer vertegenwoordigde partijen hadden afgesproken in elkaars kiesdistricten geen tegenkandidaten te stellen. Rink was derhalve de enige kandidaat; hij werd zonder nadere stemming gekozen verklaard.

## Opheffing
De verkiezing van 1917 was de laatste verkiezing voor het kiesdistrict Hoogezand. In 1918 werd voor verkiezingen voor de Tweede Kamer overgegaan op een systeem van evenredige vertegenwoordiging met kandidatenlijsten van politieke partijen.